# The Best There Is
The Best There Is släpptes i juli 1987 och är ett samlingsalbum av Dolly Parton, innehållande hennes större hitlåtar som RCA satt samman då hon lämnat skivbolaget. Samlingen innehöll några av hennes countryhits från det tidiga 1970-talet, samt några av hennes pophits från det sena 1970-talet och det tidiga 1980-talet.

## Låtlista
1. "9 to 5"
2. "Here You Come Again"
3. "Do I Ever Cross Your Mind"
4. "Think About Love"
5. "Coat of Many Colors"
6. "I Will Always Love You"
7. "Jolene"
8. "Appalachian Memories"
9. "But You Know I Love You"